# Discographie de Sigur Rós

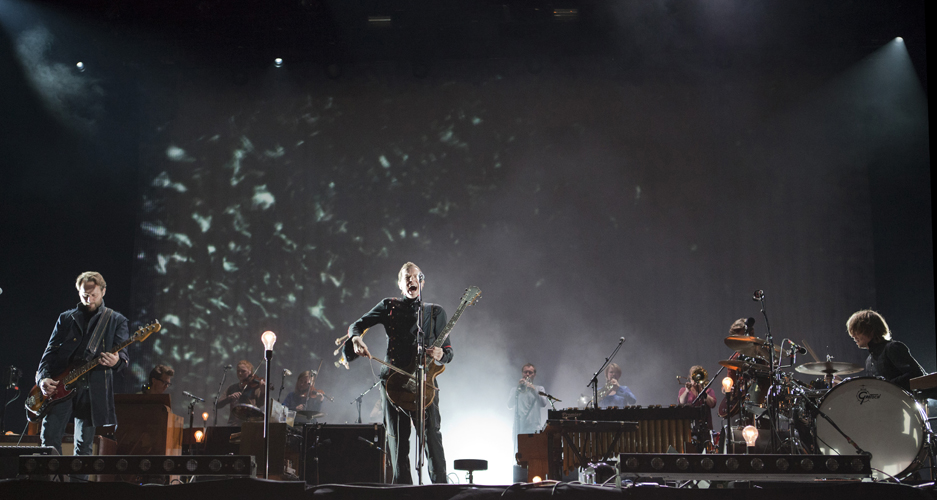
Sigur Rós

Le groupe islandais Sigur Rós est l'interprète principal de sept albums « studio », un album de remix et divers EP et singles. Il a aussi participé à divers projets.

## Singles
| Date | Titre                             | Drapeau de l'Islande | Drapeau du Royaume-Uni | Supports                           | Extrait de l'album                   | Clip                                 |
| ---- | --------------------------------- | -------------------- | ---------------------- | ---------------------------------- | ------------------------------------ | ------------------------------------ |
| 1999 | Svefn-g-englar                    | —                    | 146                    | CD, 12"                            | Ágætis byrjun                        | August Jakobsson, Sigur Rós          |
| 2000 | Ný batterí (en)                   | —                    | 133                    | CD, Vinyl                          | Ágætis byrjun                        | —                                    |
| 2000 | Viðrar vel til loftárása          | —                    | —                      | —                                  | Ágætis byrjun                        | Stefan Arni, Siggi Kinski, Sigur Rós |
| 2002 | Untitled n°4                      | —                    | —                      | —                                  | ( )                                  | —                                    |
| 2003 | Untitled n°1 (en)                 | 20                   | —                      | CD, DVD, CD 8cm, 10"               | ( )                                  | Floria Sigismondi                    |
| 2005 | Glósóli (en)                      | 1                    | —                      | téléchargement                     | Takk...                              | Stefan Arni, Siggi Kinski            |
| 2005 | Hoppípolla                        | —                    | 24                     | CD, 7", 12"                        | Takk...                              | Stefan Arni, Siggi Kinski            |
| 2006 | Sæglópur                          | —                    | —                      | téléchargement, CD EP, CD/DVD, 12" | Takk...                              | Sigur Rós, The Mill                  |
| 2007 | Hljómalind (en)                   | —                    | 91                     | 7"                                 | Hvarf / Heim                         | —                                    |
| 2008 | Gobbledigook (en)                 | 9                    | —                      | —                                  | Með suð í eyrum við spilum endalaust | Stefan Arni, Siggi Kinski            |
| 2008 | Inní mér syngur vitleysingur (en) | 8                    | 152                    | CD                                 | Með suð í eyrum við spilum endalaust | Live a reykjavík pour náttúra.       |
| 2009 | Við spilum endalaust              | —                    | —                      | —                                  | Með suð í eyrum við spilum endalaust | ???                                  |
| 2012 | Ekki múkk (en)                    | —                    | —                      | CD, Vinyl                          | Valtari                              | Ingibjörg Birgisdóttir               |
| 2013 | Brennisteinn (en)                 | —                    | —                      | CD, Vinyl                          | Kveikur                              | Andrew Huang                         |

## Bandes Originales

### Participations
| Année | Films                                      | Pistes                                           | Notes                                                                 |
| ----- | ------------------------------------------ | ------------------------------------------------ | --------------------------------------------------------------------- |
| 2000  | Englar alheimsins (les Anges de l'univers) | - Bíum bíum bambaló - Dánarfregnir og jarðafarir | Le reste de la bande originale est composée par Hilmar Örn Hilmarsson |
| 2005  | Gargandi snilld (is) ,                     | - Á ferð til Breiðafjarðar - Odin's Raven Magic  | Interprété avec Steindór Andersen                                     |

### Apparitions
| Date | Titres sur la BO | Titres supplémentaires joués dans le film   | Apparait dans                                                                                          |
| ---- | --- | ------------------------------------------- | --- |
| 1998 | - Leit Að Lífi (recycled by Sigur Rós)                                                                                                   | - Ný batterí (live) + interview             | Popp í Reykjavík de Ágúst Jakobsson (documentaire sur la pop music à Reykjavík)                        |
| 2001 | - Svefn-g-englar | - Ágætis byrjun - Untitled #4 (Njósnavélin) | Vanilla Sky de Cameron Crowe                                                                           |
| 2002 | — | - Svefn-g-englar                            | Queer as Folk épisode 2 saison 2                                                                       |
| 2003 | — | - Svefn-g-englar                            | Queer as Folk épisode 1 saison 3                                                                       |
| 2004 | — | - Hjartað hamast (bamm bamm bamm)           | Immortel, ad vitam de Enki Bilal                                                                       |
| 2004 | — | - Starálfur                                 | La Vie aquatique de Wes Anderson                                                                       |
| 2005 | - A ferd til Breidafjardar (avec Steindór Andersen) - Untitled #8 (Popplagid) (avec Amiina) - Odin's Raven Magic (extrait de 10 minutes) | —                                           | Screaming Masterpiece de Ari Alexander Ergis Magnússon (documentaire sur la scène musicale islandaise) |
| 2007 | - Untitled #3 (Samskeyti) - Svefn-g-englar                                                                                               | - Ný batterí - Flugufrelsarinn - Avalon     | La 11e heure, le dernier virage produit par Leonardo DiCaprio                                          |
| 2009 | - Hoppipolla | —                                           | Slumdog Millionaire de Danny Boyle                                                                     |
| 2009 | — | - Svefn-g-englar                            | V épisode 4 saison 1                                                                                   |